# Billie Lourd
Billie Catherine Lourd (Los Angeles, 17 luglio 1992) è un'attrice statunitense.
È nota per aver interpretato il ruolo di Chanel n. 3 nella serie televisiva Scream Queens, per esser comparsa nella saga cinematografica Star Wars nel ruolo del Tenente Connix e per essere protagonista di American Horror Story dalla settima stagione.

## Biografia
È figlia dell'attrice Carrie Fisher e dell'agente Bryan Lourd, nipote dell'attrice Debbie Reynolds e del cantante e attore Eddie Fisher. Da parte di madre è russo-ebrea, scozzese-irlandese ed inglese. È nipote degli attori Todd Fisher, Joely Fisher e Tricia Leigh Fisher. I suoi padrini di battesimo sono Meryl Streep e Bruce Wagner. Ha studiato teologia e psicologia all'Università di New York, laureandosi nel 2014.

## Vita privata

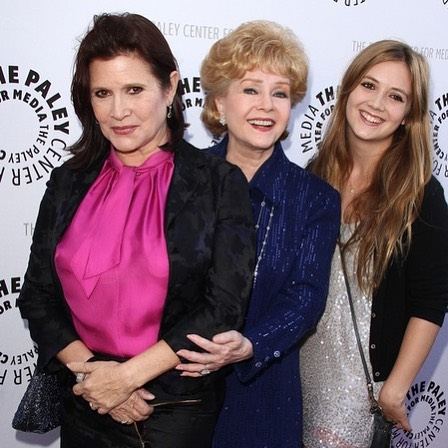
Carrie Fisher, Debbie Reynolds e Billie Lourd

Dal 2017 ha una relazione con Austen Rydell. Nel 2020 dà alla luce il loro primo figlio, Kingston Fisher Lourd Rydell. Il 12 marzo 2022 la coppia si sposa in Messico.
Il 12 dicembre 2022 dà alla luce la loro secondogenita, Jackson Joanne Lourd Rydell.

## Filmografia

### Attrice

#### Cinema
- Star Wars - Il risveglio della Forza (Star Wars: The Force Awakens), regia di J. J. Abrams (2015)
- Star Wars - Gli ultimi Jedi (Star Wars: The Last Jedi), regia di Rian Johnson (2017)
- Billionaire Boys Club, regia di James Cox (2018)
- La rivincita delle sfigate (Booksmart), regia di Olivia Wilde (2019)
- Star Wars - L'ascesa di Skywalker (Star Wars: The Rise of Skywalker), regia di J. J. Abrams (2019)
- Ticket to Paradise, regia di Ol Parker (2022)
- The Last Showgirl, regia di Gia Coppola (2024)

#### Televisione
- Scream Queens – serie TV, 23 episodi (2015-2016)
- American Horror Story – serie TV (2017-in corso)
- Will & Grace – serie TV, episodio 11x09 (2020)
- American Horror Stories – serie TV, episodio 1x05 (2021)
- Mid-Century Modern – serie TV, episodio 1x03 (2025)

## Doppiatrici italiane
Nelle versioni in italiano dei suoi film, Billie Lourd è stata doppiata da:
- Perla Liberatori in Scream Queens, American Horror Story, American Horror Stories
- Giulia Santilli in Star Wars: Gli ultimi Jedi, Star Wars: L'ascesa di Skywalker
- Lucrezia Marricchi ne La rivincita delle sfigate
- Lavinia Paladino in Ticket to Paradise
- Martina Felli in The Last Showgirl
- Mattea Serpelloni in Mid-Century Modern